# Parque natural de Las Ubiñas-La Mesa
El parque natural de Las Ubiñas-La Mesa (en asturiano parque natural de Les Ubiñes-La Mesa) es un parque natural situado en el Principado de Asturias (España), en el área central de la cordillera Cantábrica. Desde el 11 de julio de 2012 es reserva de la biosfera de la Unesco.

## Geografía
Se trata de un terreno de montaña y valles dentro de los concejos asturianos de Teverga, Quirós y Lena. En abril de 2013, se presenta una proposición no de ley ante la Junta General del Principado para incluir el concejo de Yernes y Tameza abarcando así un total de 35 793 hectáreas, en 2016 continua sin ser efectiva dicha inclusión.

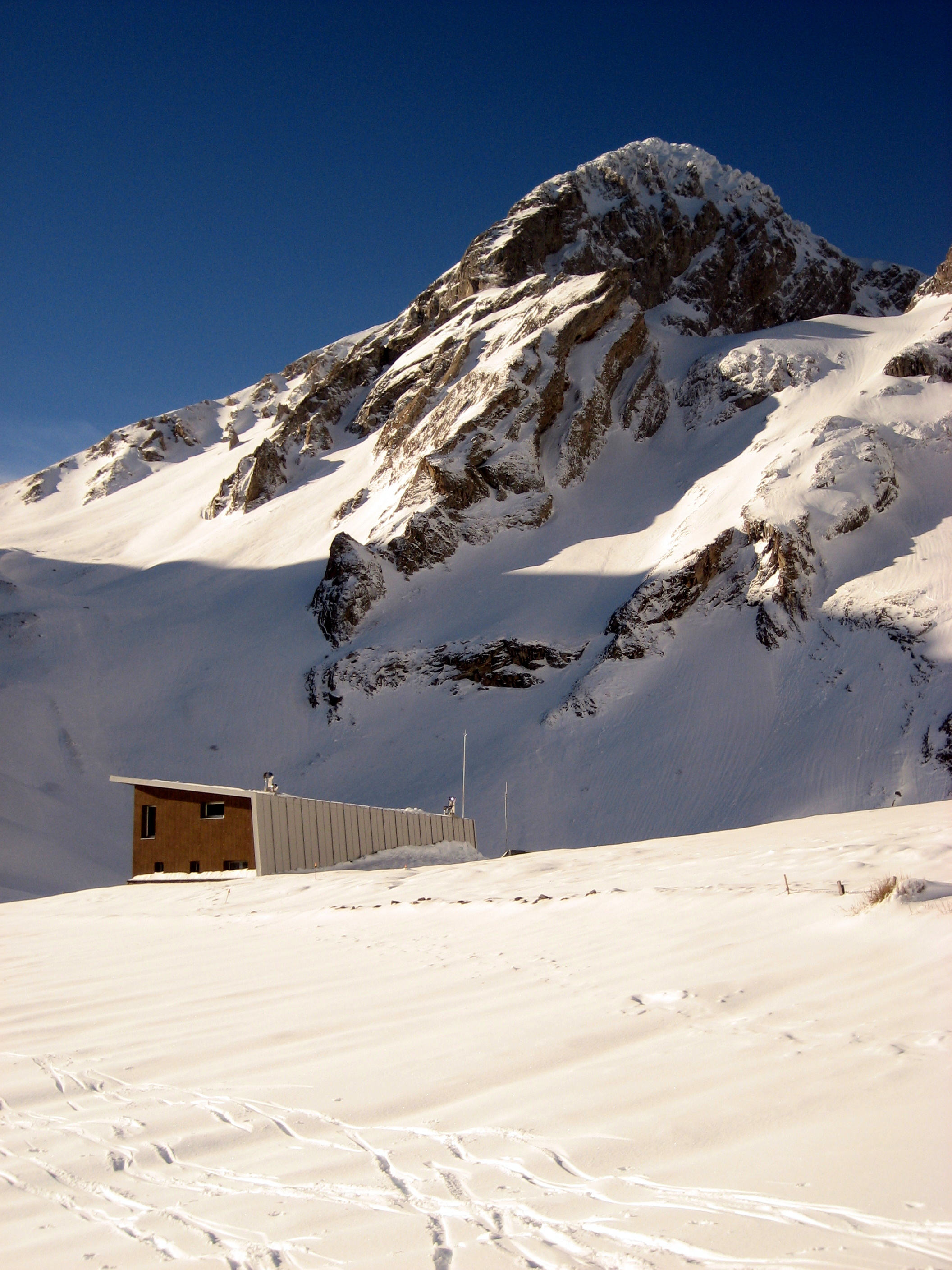
Refugio del Meicín en Tuiza.

La montaña se caracteriza por el macizo de Ubiña de más de 2400 metros. (Picos del Fontán y Peña Ubiña con 2417 metros) y diferentes zonas de una altura aproximada a los 2000 metros. Debido a esto dentro del parque se denota una gran diferencia de altitudes entre las diferentes zonas.
Los valles están formados por las cuencas del río Taja, el del río Valdecarzana y el del río Val de Sampedro o río Páramo, en este último está situada el monumento natural de Cueva Huerta. 
Tiene las siguientes figuras de protección: 
- Reserva regional de caza de Somiedo
- Paisaje protegido de Peña Ubiña
- Declarado parcialmente Lugar de Importancia Comunitaria de Peña Ubiña
- Lugar de Importancia Comunitaria de Montovo-La Mesa
- Declarado parcialmente Zona de Especial Protección para las Aves de Ubiña-La Mesa
- Paisaje protegido del Picu Caldoveiru
- Monumento natural de los Puertos de Marabio

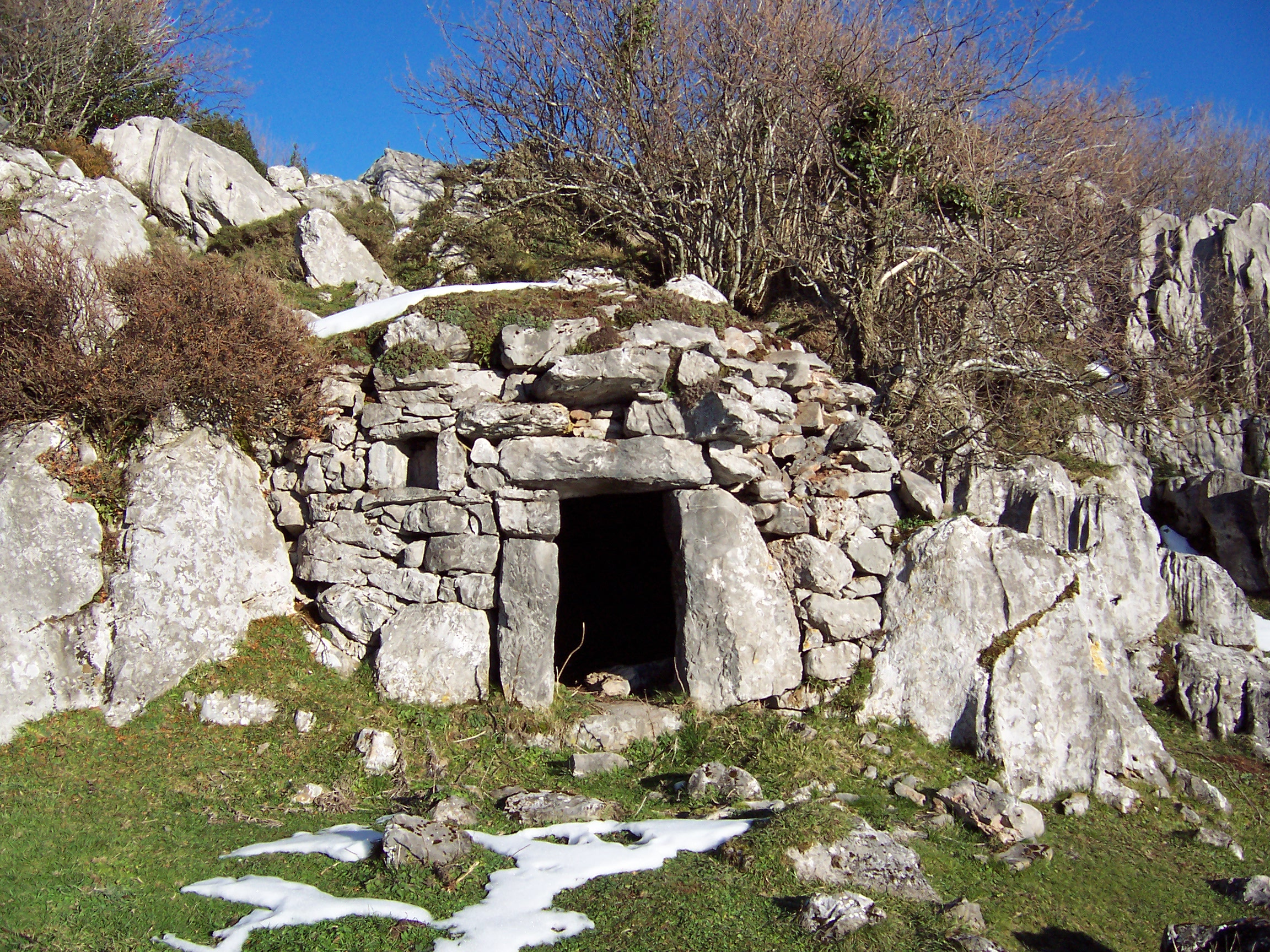
Desde el valle de Teverga, Pena Sobia en plena ruta de la Mesa

Es una zona de gran valor arqueológico, de los que destaca los Abrigos Rupestres de Fresnedo, cercanos al pueblo de Fresnedo (Teverga), los castros de Focella y Barrio (Teverga) o Ricabo y El Collao (Quirós). Los yacimientos vinculados a la Vía de La Carisa y las fortificaciones visigodas del Homón de Faro (Lena)
En este parque también está presente el Camino Real del Puerto de la Mesa, calzada romana asentada sobre una senda ya utilizada por los primeros pobladores de la zona.
El parque fue hace años presa de un devastador derrumbe que estropeó uno de los lugares más bonitos de este espacio protegido asturiano.

## Historia
En octubre de 2014 se aprueba un nuevo instrumento de gestión integrado, por el cual se unifican las normativas que afectan a diversos espacios naturales. El parque natural pasa a estar regulado por el Instrumento de Gestión Integrado de la Montaña Central Asturiana.

## Flora
Todo el parque es una zona de gran diversidad y buen estado de conservación con un tercio de su superficie ocupada por bosques de alto valor ecológico y de una antigüedad apreciables, destacando principalmente los hayedos.
El dato más destacado de manera general es que en el área de influencia del parque se encuentran representadas once de las diecinueve familias existentes en Asturias. Dentro de esta riqueza se distinguen tres áreas diferenciadas:

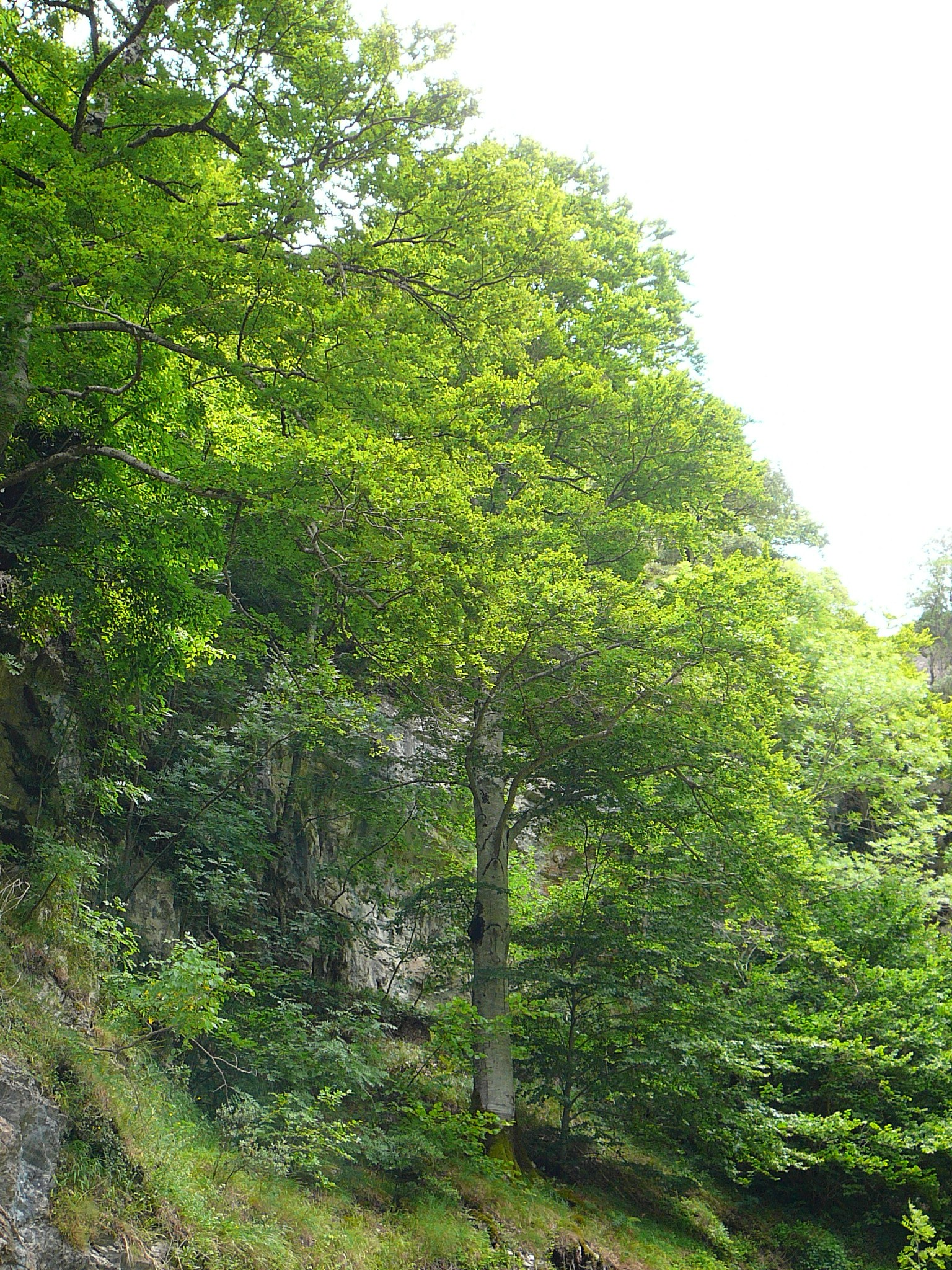
Hayedo.

- áreas colinas (menor 700 m de altura);
- áreas montanas (1700 - 1800 m de altura);
- áreas subalpinas (por encima de los 1800 m).

La masa forestal del parque es espléndida con bosques maduros de hasta ocho tipos diferentes: 
- Hayedos: el más importante y representado, que ocupa el 75 % del parque;
- Rebollares oligótrofos: Formados por roble albar, roble rosado, carballo o abedul.
- tejos
- fresnos
- arces
- alisedas

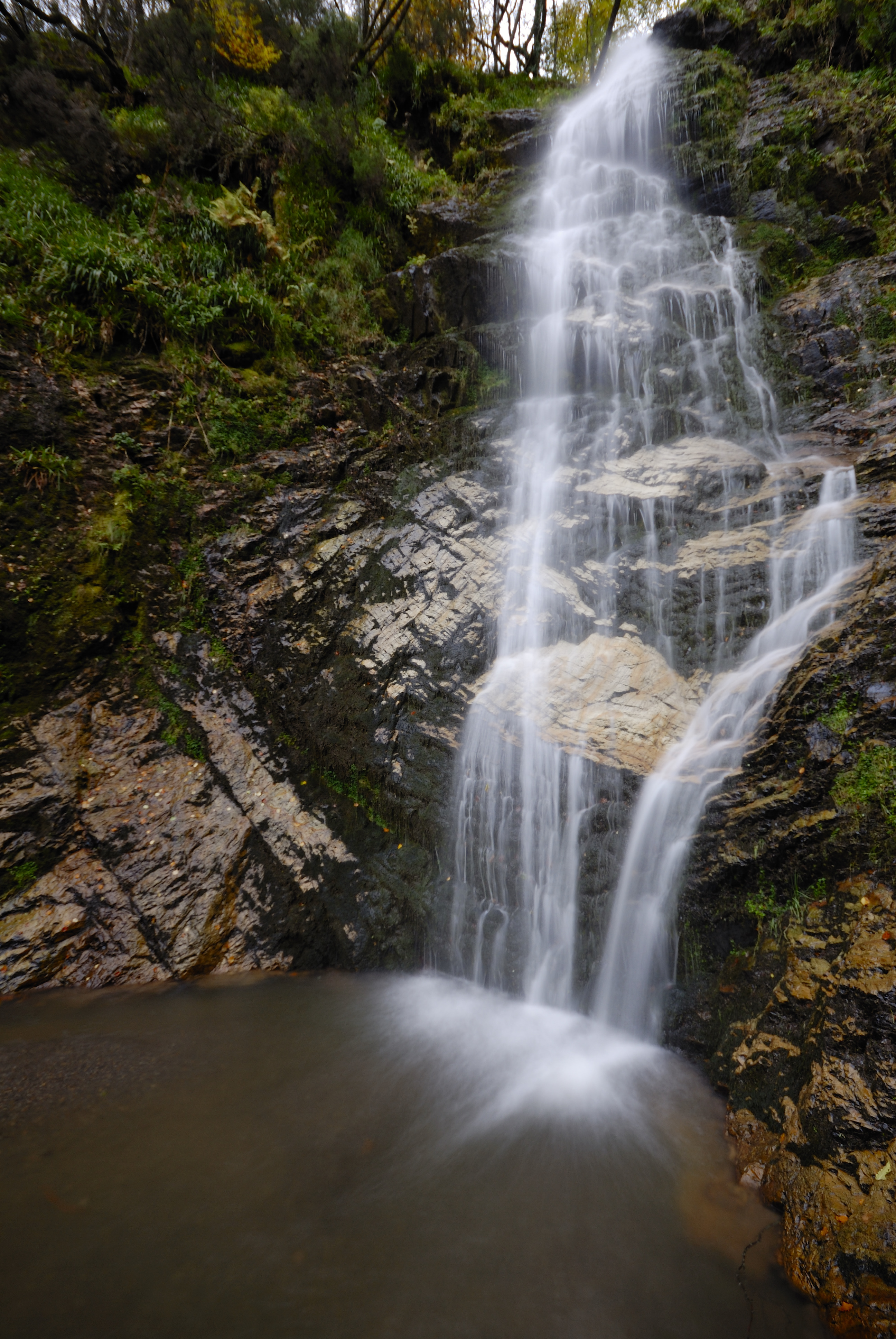
Cascada del Xiblu.

Dentro del resto de las formaciones vegetales que encontramos dentro del parque se pueden diferenciar con terrenos de pasto y cultivo y matorrales formados principalmente por enebros, gayubas y la laureola. También existen zonas de acebo, narciso de Asturias, el narciso de trompeta y la genciana.
Mención aparte merece las zonas de vegetación de lagunas, que aunque de pequeña extensión tienen gran riqueza ecológica. Estas zonas están compuestas por charcas, lagunas y turberas. De estas últimas destacan las de la zona del lago El Llegu en Lena.

## Fauna
Debido a la gran masa forestal el parque presenta una gran biodiversidad.

### Mamíferos
Destaca la presencia del oso pardo cantábrico, rey de las especies cantábricas. Dentro del parque se pueden encontrar especies como el jabalí (Sus scrofa), el corzo (Capreolus capreolus), el ciervo o venado (Cervus elaphus) y el rebeco (Rupicapra pyrenaica).
Existen gran variedad de carnívoros como son el oso, lobo, zorro, marta, garduña, jineta, gato montés, armiño, tejón, nutria y desmán.
De los pequeños mamíferos podemos destacar la liebre de piornal. 
Los murciélagos están representados por ocho especies siendo el de mayor interés el murciélago de cueva.

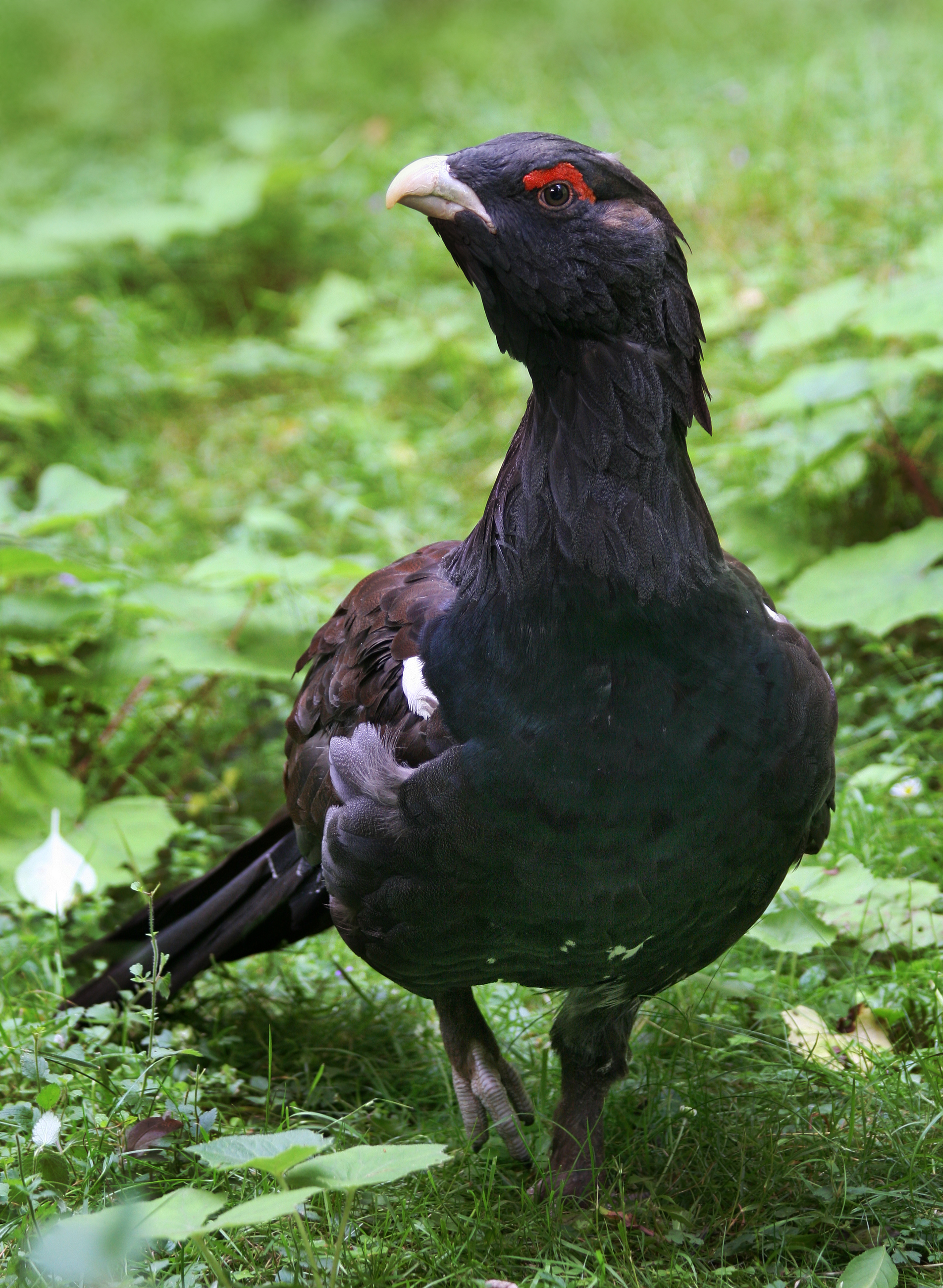
Urogallo.

### Aves
Debido a dos de las singularidades del parque destacan dos tipos de aves sobre todas:
- las aves que habitan normalmente en zonas boscosas como son el urogallo cantábrico (Tetrao urogallus cantabricus), el pico mediano (Leiopicus medius) , el pito negro (Dryocopus martius) o el agateador norteño (Certhia familiaris).

- las aves que habitan la zona de alta montaña, con especies adaptadas como el gorrión alpino (Montifringilla nivalis), acentor alpino (Prunella collaris), collalba gris (Oenanthe oenanthe), roquero rojo (Monticola saxatilis), bisbita alpino (Anthus spinoletta), treparriscos (Tichodroma muraria) o la perdiz pardilla (Perdix perdix).

Dentro de las rapaces se puede destacar el buitre leonado (Gyps fulvus) , el águila real (Aquila chrysaetos), el alimoche (Neophron percnopterus), el azor (Accipiter gentilis) y el halcón peregrino (Falco peregrinus).

### Anfibios
Dentro de esta especie se puede destacar la rana de San Antón (Hyla arborea) en los puertos de Agüeria y de rana común (Pelophylax perezi) en el puerto de La Cubilla.